# Flagenium
Flagenium là một chi thực vật có hoa trong họ Thiến thảo (Rubiaceae).

## Loài
Chi Flagenium gồm các loài: